# Divjaka
Divjaka (albánsky také Divjakë) je město, které se nachází v Albánii. Toto letovisko leží na okraji laguny Karavasta. Město leží v oblasti mokřadů, sezónně (od jara do podzimu) se v této oblasti vyskytuje velké množství komárů, ale i přesto je to hojně navštěvovaná oblast.